# Primitive
Pour les articles homonymes, voir Primitif.
Ne pas confondre avec la notion de fonction primitive en informatique.
En mathématiques, une primitive d’une fonction réelle (ou holomorphe) f est une fonction F dérivable dont f est la dérivée :
{\displaystyle F'=f}.
Il s’agit donc d’un antécédent pour l’opération de dérivation.
La détermination d’une primitive sert d’abord au calcul des intégrales de fonctions continues sur un segment, en application du théorème fondamental de l'analyse.
De nombreuses méthodes de calcul permettent d’exprimer des primitives pour certaines combinaisons de fonctions usuelles, mais le traitement général du problème diffère du calcul de la dérivée pour deux raisons essentielles :
- il n’y a pas unicité de la primitive pour une fonction donnée, ce qui explique également l’absence d’opérateur de primitive analogue au prime pour la dérivée (même si pour une fonction notée avec une lettre minuscule, une primitive est souvent notée avec la majuscule associée) ;
- quel que soit l’ensemble fini de fonctions usuelles que l’on se donne, certaines combinaisons de ces fonctions n’admettent aucune primitive qui puisse s’exprimer comme combinaison de fonctions usuelles. Les conditions précises d’existence de l’expression d’une primitive sont explicitées par le théorème de Liouville.

Toute fonction réelle continue sur un intervalle, voire continue par morceaux, admet une primitive. En revanche, une fonction holomorphe sur un ouvert de {\displaystyle \mathbb {C} } n’admet une primitive que si son intégrale curviligne sur tout lacet est nulle (par exemple si l’ouvert de définition est simplement connexe, d’après le théorème intégral de Cauchy).

## Méthodes de calcul

### Formulaire
Chacune des primitives indiquées ici permet de déterminer toutes les autres primitives en ajoutant des constantes (éventuellement différentes d’une composante connexe à l’autre du domaine).
| {\displaystyle f(x)}                                                      | {\displaystyle D_{f}} | {\displaystyle F(x)}                   |
| ------------------------------------------------------------------------- | --- | -------------------------------------- |
| {\displaystyle a}                                                         | {\displaystyle \mathbb {R} } | {\displaystyle ax}                     |
| {\displaystyle 1/x}                                                       | {\displaystyle \mathbb {R} ^{*}} | {\displaystyle \ln \|x\|}              |
| {\displaystyle x^{a}} (avec {\displaystyle a\neq -1})                     | {\displaystyle \mathbb {R} {\text{ si }}a\in \mathbb {N} }, {\displaystyle \mathbb {R} ^{*}{\text{ si }}a\in \mathbb {Z} \setminus \mathbb {N} }, {\displaystyle \mathbb {R} _{+}^{*}{\text{ sinon}}} | {\displaystyle {\frac {x^{a+1}}{a+1}}} |
| {\displaystyle a^{x}} (avec {\displaystyle a>0}, {\displaystyle a\neq 1}) | {\displaystyle \mathbb {R} } | {\displaystyle {\frac {a^{x}}{\ln a}}} |
| {\displaystyle \ln(x)}                                                    | {\displaystyle \mathbb {R} _{+}^{*}} | {\displaystyle x(\ln(x)-1)}            |

En particulier, la fonction exponentielle est une primitive d’elle-même. Ce tableau inclut les primitives des inverses de fonctions puissances avec la règle {\displaystyle {\frac {1}{x^{n}}}=x^{-n}}, la racine carrée par {\displaystyle {\sqrt {x}}=x^{1/2}}, et plus généralement les racines d’ordre supérieur par {\displaystyle {\sqrt[{n}]{x}}=x^{1/n}}.
| {\displaystyle f(x)}                         | {\displaystyle D_{f}}                                                                                | {\displaystyle F(x)}            |
| -------------------------------------------- | --- | ------------------------------- |
| {\displaystyle \cos(x)}                      | {\displaystyle \mathbb {R} }                                                                         | {\displaystyle \sin(x)}         |
| {\displaystyle \sin(x)}                      | {\displaystyle \mathbb {R} }                                                                         | {\displaystyle -\cos(x)}        |
| {\displaystyle {\frac {1}{\cos ^{2}x}}}      | {\displaystyle \mathbb {R} \backslash \left\{{\tfrac {\pi }{2}}+k\pi \mid k\in \mathbb {Z} \right\}} | {\displaystyle \tan x}          |
| {\displaystyle -{\frac {1}{\sin ^{2}x}}}     | {\displaystyle \mathbb {R} \backslash \left\{k\pi \mid k\in \mathbb {Z} \right\}}                    | {\displaystyle \cot x}          |
| {\displaystyle \tan x}                       | {\displaystyle \mathbb {R} \backslash \left\{{\tfrac {\pi }{2}}+k\pi \mid k\in \mathbb {Z} \right\}} | {\displaystyle -\ln \|\cos x\|} |
| {\displaystyle \cot x}                       | {\displaystyle \mathbb {R} \backslash \left\{k\pi \mid k\in \mathbb {Z} \right\}}                    | {\displaystyle \ln \|\sin x\|}  |
| {\displaystyle {\frac {1}{\sqrt {1-x^{2}}}}} | {\displaystyle \left]-1,1\right[}                                                                    | {\displaystyle \arcsin x}       |
| {\displaystyle {\frac {1}{1+x^{2}}}}         | {\displaystyle \mathbb {R} }                                                                         | {\displaystyle \arctan x}       |

| {\displaystyle f(x)}                                  | {\displaystyle D_{f}} | {\displaystyle F(x)}                                                                   |
| ----------------------------------------------------- | --- | -------------------------------------------------------------------------------------- |
| {\displaystyle \operatorname {ch} x}                  | {\displaystyle \mathbb {R} } | {\displaystyle \operatorname {sh} x}                                                   |
| {\displaystyle \operatorname {sh} x}                  | {\displaystyle \mathbb {R} } | {\displaystyle \operatorname {ch} x}                                                   |
| {\displaystyle {\frac {1}{\operatorname {ch} ^{2}x}}} | {\displaystyle \mathbb {R} } | {\displaystyle \operatorname {th} x}                                                   |
| {\displaystyle {\frac {1}{\operatorname {sh} ^{2}x}}} | {\displaystyle \mathbb {R} ^{*}} | {\displaystyle -\operatorname {coth} x}                                                |
| {\displaystyle {\frac {1}{\sqrt {x^{2}+1}}}}          | {\displaystyle \mathbb {R} } | arsinh x{\displaystyle =\operatorname {ln} \left(x+{\sqrt {x^{2}+1}}\right)}           |
| {\displaystyle {\frac {1}{\sqrt {x^{2}-1}}}}          | {\displaystyle \left]1;+\infty \right[} pour arcosh prolongeable à {\displaystyle \mathbb {R} \setminus \left[-1,1\right]} en utilisant l'expression logarithmique | arcosh x{\displaystyle =\operatorname {ln} \left\vert x+{\sqrt {x^{2}-1}}\right\vert } |
| {\displaystyle {\frac {1}{1-x^{2}}}}                  | {\displaystyle \left]-1,1\right[} | artanh x{\displaystyle ={\frac {1}{2}}\ln \left({\frac {1+x}{1-x}}\right)}             |
| {\displaystyle {\frac {1}{1-x^{2}}}}                  | {\displaystyle \mathbb {R} \setminus \left[-1,1\right]} | arcoth x{\displaystyle ={\frac {1}{2}}\ln \left({\frac {1+x}{x-1}}\right)}             |

### Combinaisons
Le formulaire de dérivation permet d’obtenir l’expression de primitives pour toutes les combinaisons linéaires des dérivées de fonctions usuelles, en particulier pour un polynôme à partir de sa forme développée. Par exemple, une primitive du polynôme {\displaystyle :x\mapsto 3x+x^{2}} est {\displaystyle x\mapsto {\frac {3}{2}}x^{2}+{\frac {1}{3}}x^{3}}.
Pour une fraction rationnelle, il est possible d’obtenir une primitive à l’aide de sa décomposition en éléments simples, mais celle-ci repose sur une factorisation du dénominateur, ce qui ne s’explicite pas en général.
La composition à droite par une fonction affine permet d’étendre ce formulaire : si F est une primitive de f, et si a et b sont deux réels avec a ≠ 0, alors la fonction {\displaystyle x\mapsto f(ax+b)} admet pour primitive {\displaystyle x\mapsto {\frac {1}{a}}F(ax+b)}.
En particulier, on obtient des primitives de signaux périodiques apparaissant par exemple dans le circuit RLC :
| {\displaystyle f(x)}                    | {\displaystyle D_{f}}        | {\displaystyle F(x)}                                           |
| --------------------------------------- | ---------------------------- | -------------------------------------------------------------- |
| {\displaystyle \cos(\omega x+\varphi )} | {\displaystyle \mathbb {R} } | {\displaystyle {\frac {1}{\omega }}\sin(\omega x+\varphi )+C}  |
| {\displaystyle \sin(\omega x+\varphi )} | {\displaystyle \mathbb {R} } | {\displaystyle -{\frac {1}{\omega }}\cos(\omega x+\varphi )+C} |

Plus généralement, si u est une fonction dérivable, toutes ses composées à gauche par les primitives dans les tableaux ci-dessus fournissent des formes standard dans la recherche de primitive, comme dans le tableau ci-dessous.
| {\displaystyle f(x)}                            | {\displaystyle F(x)}                   |
| ----------------------------------------------- | -------------------------------------- |
| {\displaystyle (u^{a})\times u^{\prime }}       | {\displaystyle {\frac {u^{a+1}}{a+1}}} |
| {\displaystyle {\frac {u^{\prime }}{u}}}        | {\displaystyle \ln {\|u\|}}            |
| {\displaystyle {\rm {e}}^{u}\times u^{\prime }} | {\displaystyle {\rm {e}}^{u}}          |
| {\displaystyle (\sin u)\times u^{\prime }}      | {\displaystyle -\cos u}                |
| {\displaystyle (\cos u)\times u^{\prime }}      | {\displaystyle \sin u}                 |
| {\displaystyle u^{\prime }\times \ln {\|u\|}}   | {\displaystyle u\times \ln {\|u\|}-u}  |

### Intégration
Le théorème fondamental de l'analyse permet le calcul de primitives en utilisant des intégrales. Les méthodes d’intégration permettent d’obtenir des primitives supplémentaires, notamment par changement de variable ou intégration par parties. C’est ainsi qu’on peut retrouver facilement une primitive des fonctions logarithme ou arc tangente.
De même, les règles de Bioche permettent de déterminer une primitive pour un quotient de polynômes trigonométriques.

## Utilisations
Les primitives permettent de calculer des intégrales, en vertu du théorème fondamental de l'analyse : si F est une primitive d’une fonction f définie et continue sur un intervalle réel {\displaystyle [a,b]}, alors la fonction f est intégrable sur cet intervalle, avec {\displaystyle \int _{a}^{b}f(x)\mathrm {d} x=F(b)-F(a)}.
Cette égalité assure l’équivalence suivante : une fonction définie et continue sur un intervalle réel est intégrable si et seulement si ses primitives admettent des limites finies aux bornes de l’intervalle.
La résolution de certaines équations différentielles repose sur la détermination de primitives. Par exemple, pour une équation du premier ordre sous forme résolue {\displaystyle y'=g(y)}, en notant F une primitive de {\displaystyle {\frac {1}{g}}}, on obtient que les fonctions solutions sont de la forme {\displaystyle x\mapsto F^{-1}(x+C)}, où {\displaystyle F^{-1}} est une réciproque partielle de F.
Pour une variable aléatoire réelle à densité, la fonction de répartition est une primitive de la fonction de densité.

## Calcul automatique
Des logiciels comme Maxima, SageMath, Maple ou Mathematica permettent depuis quelques années de calculer interactivement certaines primitives sous forme symbolique. Le premier logiciel permettant d'effectuer de l'intégration assistée par ordinateur sous forme symbolique était le langage FORMAC, utilisé par les physiciens dans les années 1970.
Il n'est cependant pas possible en général d'exprimer les primitives de fonctions élémentaires (comme celles de la fonction {\displaystyle x\mapsto 1/\ln x}) à l'aide de fonctions élémentaires seules (d'où la nécessité d'introduire des « fonctions spéciales » telles que la fonction logarithme intégral, li) ; des conditions précises pour qu'une primitive « élémentaire » explicite existe sont données par un théorème de Liouville, et il est même possible d'automatiser complètement la recherche de telles primitives, grâce à l'algorithme de Risch.

## Primitive généralisée
Une primitive généralisée d'une application {\displaystyle f:I\to E}, où {\displaystyle I} est un intervalle réel et {\displaystyle E} un espace vectoriel normé, est une application continue {\displaystyle F:I\to E} telle que, sur le complémentaire d'un ensemble dénombrable, {\displaystyle F'=f}.
Par exemple, si {\displaystyle F} est la fonction nulle et {\displaystyle f}  la fonction indicatrice d'un ensemble dénombrable {\displaystyle D} de réels, alors {\displaystyle F} est une primitive généralisée de {\displaystyle f} puisque pour tout réel {\displaystyle x\notin D,F'(x)=0=f(x)}.
Si une fonction {\displaystyle F} est une primitive généralisée d'une fonction {\displaystyle f} alors :
- les autres sont les applications de la forme {\displaystyle F+C} où {\displaystyle C} est une constante (vectorielle)[4] (d'après l'inégalité des accroissements finis généralisée) ;
- dans le cas {\displaystyle E=\mathbb {R} }, {\displaystyle f} est localement intégrable au sens de Kurzweil-Henstock et satisfait :{\displaystyle \forall u,v\in I\quad \int _{u}^{v}f=F(v)-F(u)}(d'après le second théorème fondamental de l'analyse).

Le premier théorème fondamental de l'analyse fournit une réciproque partielle : si {\displaystyle f:I\to \mathbb {R} } est réglée (donc localement Riemann-intégrable), l'application F définie par
{\displaystyle F(x)=\int _{a}^{x}f(t)\,\mathrm {d} t}
(où {\displaystyle a} est un point arbitraire de {\displaystyle I}) est une primitive généralisée de {\displaystyle f}.